# Teișani
Teișani község Prahova megyében, Munténiában, Romániában.  A hozzá tartozó települések: Bughea de Sus, Olteni, Ștubeiu és Valea Stâlpului.

## Fekvése
A megye középső részén található, a megyeszékhelytől, Ploieşti-től, harmincnyolc kilométerre északra, a Teleajen folyó jobb partján, a Szubkárpátok dombságain.

## Történelem
A 19. század végén a mai község területén három község osztozott, melyek Prahova megye Teleajen járásához tartoztak.
- Teișani község csupán Teișani faluból állt, összesen 1355 lakossal. A községnek volt egy 1894-ben alapított iskolája, egy vízimalma valamint két temploma, melyek közül az egyiket 1878-ban szentelték fel, a tornyában lévő harangot pedig a rajta levő írás alapján 1786-ban öntötték.
- Olteni község, mely Olteni, Știubeiu valamint Valea Stâlpului falvakból állt, összesen 1200 lakossal és 298 házzal. Ezen községnek volt két vízimalma a Teleajen folyón valamint két temploma. Az egyik templomot 1870-ben építették Știubeiu faluban, a másikat pedig 1805-ben Olteni-ben.
- Bughea de Sus falu pedig ekkor még Bughiile község része volt, és a faluban állt egy 1837-ben épített templom.

1925-ös évkönyv szerint Teișani községnek 1538 lakosa volt, Olteni községnek pedig 1485.
1950-ben közigazgatási átszervezés alapján, az említett községek a Prahova-i régió Teleajen rajonjához kerültek, majd 1952-ben a Ploiești régióhoz csatolták őket.
1968-ban ismét megyerendszert vezettek be az országban, Teișani község az újból létrehozott Prahova megye része lett. Olteni și Bughiile községeket megszüntették, Olteni-t teljes egészében Teișani-hoz csatolták, Bughiile községet pedig felosztották: Bughea de Sus falu került Teișani-hoz, Bughea de Jos pedig Gura Vitioarei község része lett.

## Lakossága
A nemzetiségi megoszlás a következő:
| 2002     | 2002 | 2002   |
| -------- | ---- | ------ |
| Románok  | 4035 | 100,0% |
| Összesen | 4035 | 100,0% |